# Mauden
Mauden ist eine Ortsgemeinde im Landkreis Altenkirchen (Westerwald) in Rheinland-Pfalz. Sie gehört der Verbandsgemeinde Daaden-Herdorf an.

## Geographie
Die Ortsgemeinde liegt im Daadener Land südlich von Daaden zwischen Derschen im Westen und Emmerzhausen im Osten. Im Süden liegt der Truppenübungsplatz Stegskopf.
Der Haltepunkt Mauden lag an der Bahnstrecke Scheuerfeld–Emmerzhausen.

## Geschichte
Mauden wurde 1261 erstmals urkundlich erwähnt.
Der Ort gehörte bis zum Jahr 1806 zur Grafschaft Sayn-Altenkirchen und zum Kirchspiel Daaden. Die Grafschaft Sayn-Altenkirchen kam 1791 auf dem Erbweg zu Preußen und wurde 1803 im Reichsdeputationshauptschluss dem Fürstentum Nassau-Usingen zugesprochen. 1806 traten die beiden nassauischen Fürsten dem napoleonischen Rheinbund bei, sodass die Region von 1806 an zum Herzogtum Nassau gehörte. Aufgrund der auf dem Wiener Kongress (1815) getroffenen Vereinbarungen wurde das Gebiet der ehemaligen saynischen Grafschaften an das Königreich Preußen abgetreten.
Unter der preußischen Verwaltung wurde Mauden der Bürgermeisterei Daaden im neu errichten Kreis Altenkirchen zugeordnet, der von 1822 an zur Rheinprovinz gehörte.
Bevölkerungsentwicklung
Die Entwicklung der Einwohnerzahl von Mauden, die Werte von 1871 bis 1987 beruhen auf Volkszählungen:
| Jahr | Einwohner |
| 1815 | 67        |
| 1835 | 80        |
| 1871 | 84        |
| 1905 | 81        |
| 1939 | 80        |
| 1950 | 101       |

| Jahr | Einwohner |
| 1961 | 81        |
| 1970 | 78        |
| 1987 | 80        |
| 1997 | 115       |
| 2005 | 115       |
| 2023 | 117       |

## Politik

### Gemeinderat
Der Gemeinderat in Mauden besteht aus sechs Ratsmitgliedern, die bei der Kommunalwahl am 9. Juni 2024 in einer Mehrheitswahl gewählt wurden, und dem ehrenamtlichen Ortsbürgermeister als Vorsitzendem.

### Bürgermeister
Ortsbürgermeister von Mauden ist Achim Reeh. Bei der Direktwahl am 26. Mai 2019 wurde er mit einem Stimmenanteil von 88,24 % und am 9. Juni 2024 als einziger Bewerber mit 87,3 % jeweils für fünf Jahre in seinem Amt bestätigt.

## Verkehr
Mauden war durch die Eisenbahnstrecke Westerwaldbahn von Scheuerfeld nach Emmerzhausen an den SPNV angeschlossen, dieser wurde jedoch eingestellt, heute verkehren Regionalbuslinien im Auftrag des Verkehrsverbundes Rhein-Mosel.

## Persönlichkeiten
- Friedrich Fries (1856–1926), Evangelist und Verleger, wurde in Mauden geboren.